# بمب‌گذاری ۱۳۹۷ در چابهار

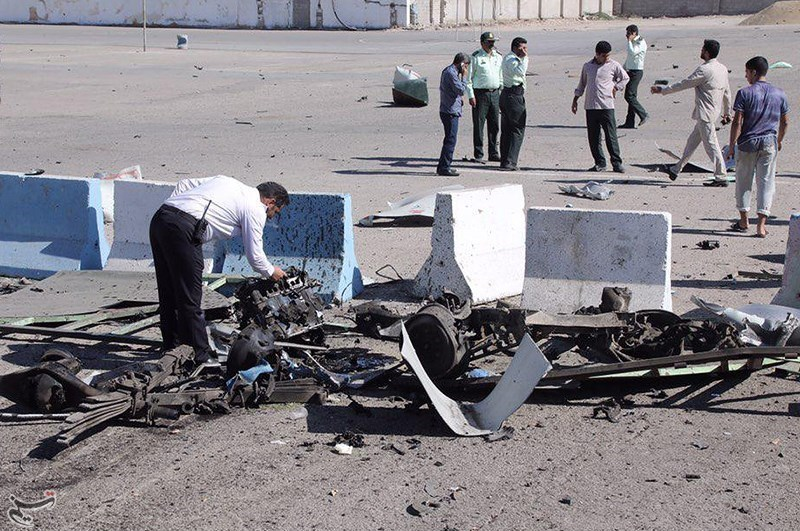
بقایای خودروی انتحاری

بمب‌گذاری انتحاری در چابهار در ۱۵ آذر ۱۳۹۷ در شهر چابهار در جنوب شرقی ایران انجام شد. این انفجار در مقابل ستاد انتظامی چابهار توسط یک خودروی انتحاری بمب‌گذاری شده روی داد. خبرگزاری‌های رسمی از جان باختن ۲ نفر و زخمی شدن ۴۸ نفر دیگر خبر دادند. رسانه‌های ایران گروه انصار الفرقان را مسئول این حادثه دانستند.